# Lothar Rendulic
Lothar Rendulic (23. října 1887 Vídeňské Nové Město – 17. ledna 1971 Eferding) byl rakouský důstojník a nacistický válečný zločinec chorvatského původu (rodina se původně jmenovala Rendulić). Během druhé světové války byl velitelem skupiny armád Wehrmachtu. Rendulic byl jedním ze tří Rakušanů, kteří ve Wehrmachtu dosáhli hodnosti generálplukovníka; další dva byli Alexander Löhr a Erhard Raus.
Po válce byl Rendulic souzen na následných norimberských procesech v roce 1948. Přestože mu nebylo prokázáno, že úmyslně používal taktiku spálené země ve Finsku, byl usvědčen ze zabíjení rukojmí v Jugoslávii a uvězněn. Po propuštění v roce 1951 se usadil v Rakousku a věnoval se mimo jiné i psaní.